# Spinulomutilla yemenita
Spinulomutilla yemenita  (лат.) — вид ос-немок из подсемейства Mutillinae. Относится к роду Spinulomutilla Nonveiller, 1994, включающему около 20 видов, главным образом из Африки.

## Распространение
Ближний Восток (Йемен).

## Описание
Мелкие пушистые осы (6,6 мм). Мандибулы двухзубчатые. Соотношение длин первых члеников жгутика усика (педицелия и первых трёх флагелломеров): 0,6 : 1,1 : 1,1 : 1,3. Мезоскутум и скутеллюм плотно пунктированы. Голова, грудь, усики и ноги чёрные; мандибулы чёрные, но красноватые преапикально. Метасома красно-коричневая.